# 1,2-ナフトキノン
1,2-ナフトキノン（1,2-naphthoquinone）は、環状芳香族ケトン（キノン）の一つ。ディーゼルの排気ガス中の粒子に見出だされる。ナフタレンが代謝されることによって生成する有毒な化合物である。ラットにナフタレンを投与すると代謝産物として蓄積し、白内障など目の障害を起こす事が分かっている。